# Friuli Grave Merlot superiore
Le Friuli Grave Merlot superiore est un vin italien de la région Frioul-Vénétie Julienne doté d'une appellation DOC depuis le 1er octobre 1985. Seuls ont droit à la DOC les vins rouges récoltés à l'intérieur de l'aire de production définie par le décret.

## Caractéristiques organoleptiques
- couleur : rouge rubis plus ou moins intense, tendant au rouge orange avec le vieillissement
- odeur : intense, caractéristique
- saveur : sèche, harmonique

Le Friuli Grave Merlot superiore se déguste à une température comprise entre 15 et 17 °C. Il se gardera 2 - 4 ans, parfois plus.

## Production
Province, saison, volume en hectolitres :
- pas de données disponible